# Chacarron Macarron
A Chacarron Macarron (néha csak „Chacarron”-nak rövidítik) egy spanyol nyelvre hasonlító halandzsaszövegű dal 2005-ből.
A zene Rodney Clark panamai előadótól (más néven El Chombo) és Andy De La Cruztól (más néven Andy Val Gourmet) származik.  Szövege néhol halandzsának hangozhat. A dal nagy ismeretséget szerzett az interneten szövege és különös videóklipje miatt (ami zenéjében és képi világában is hasonlít Will Smith Gettin' Jiggy Wit It című klipjéhez).
Sok weboldalon (például a YTMND-n) tettek közzé humoros videókat változatos figurákkal, mint például táncoló birodalmi rohamosztagosok (a Csillagok háborújából), Batman, Mario, Shrek vagy Yoko a The Grudge-ból. A legtöbb híres YTMND a Chacarron Macarront használja, a hangsáv neve „Ualuealuealeuale”.
A BBC Rádión egy DJ, Scott Millis 2006. október 30-án kampányba kezdett, hogy a dal az első legyen a brit kislemezlistán. Egy linket rakott a BBC weboldalára, ami a videóra mutatott a YouTube-on. A dal nem érte el az első helyet, de a huszadikat igen.